# Fajita

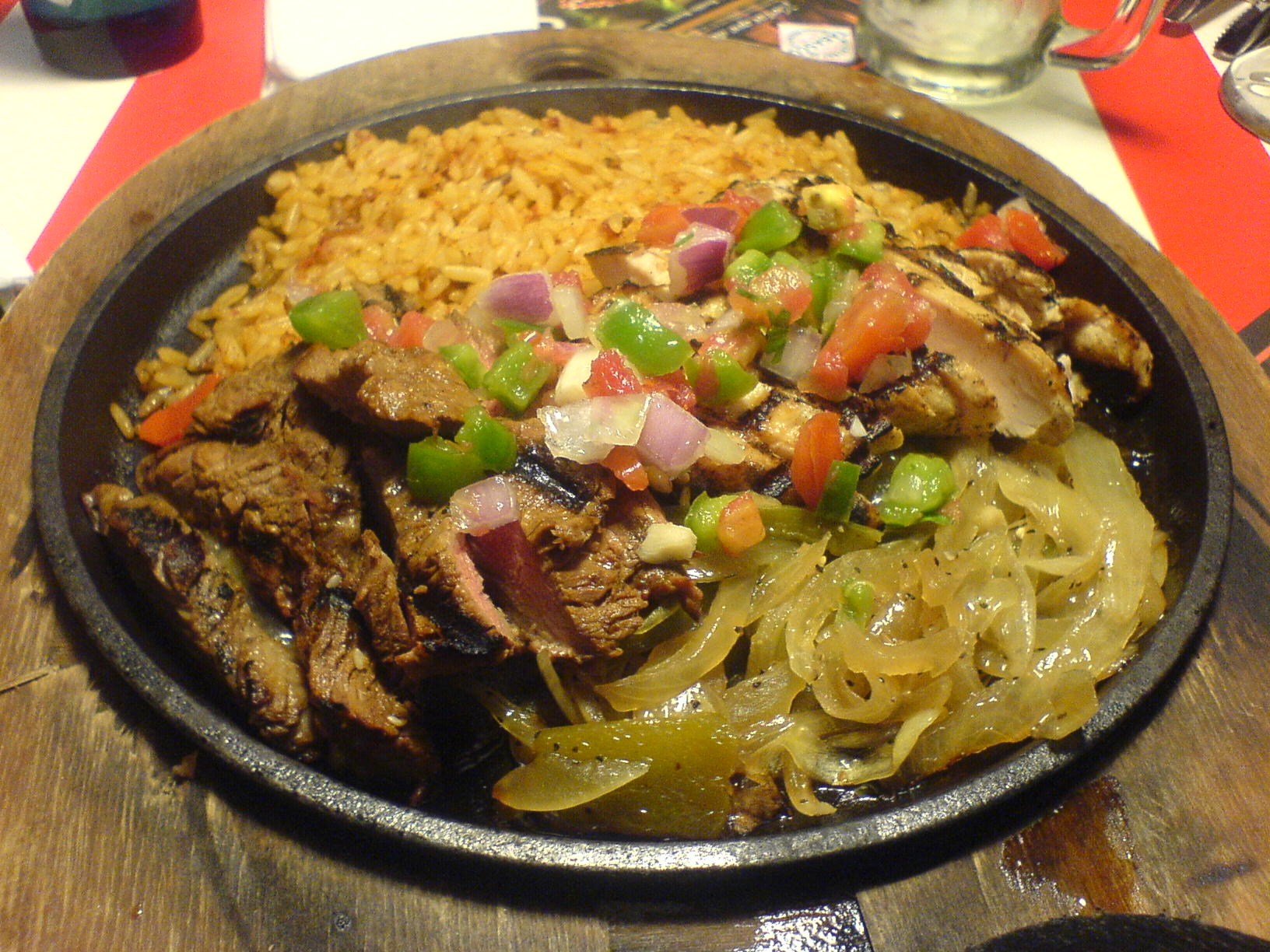
Fajita met rundvlees en kip

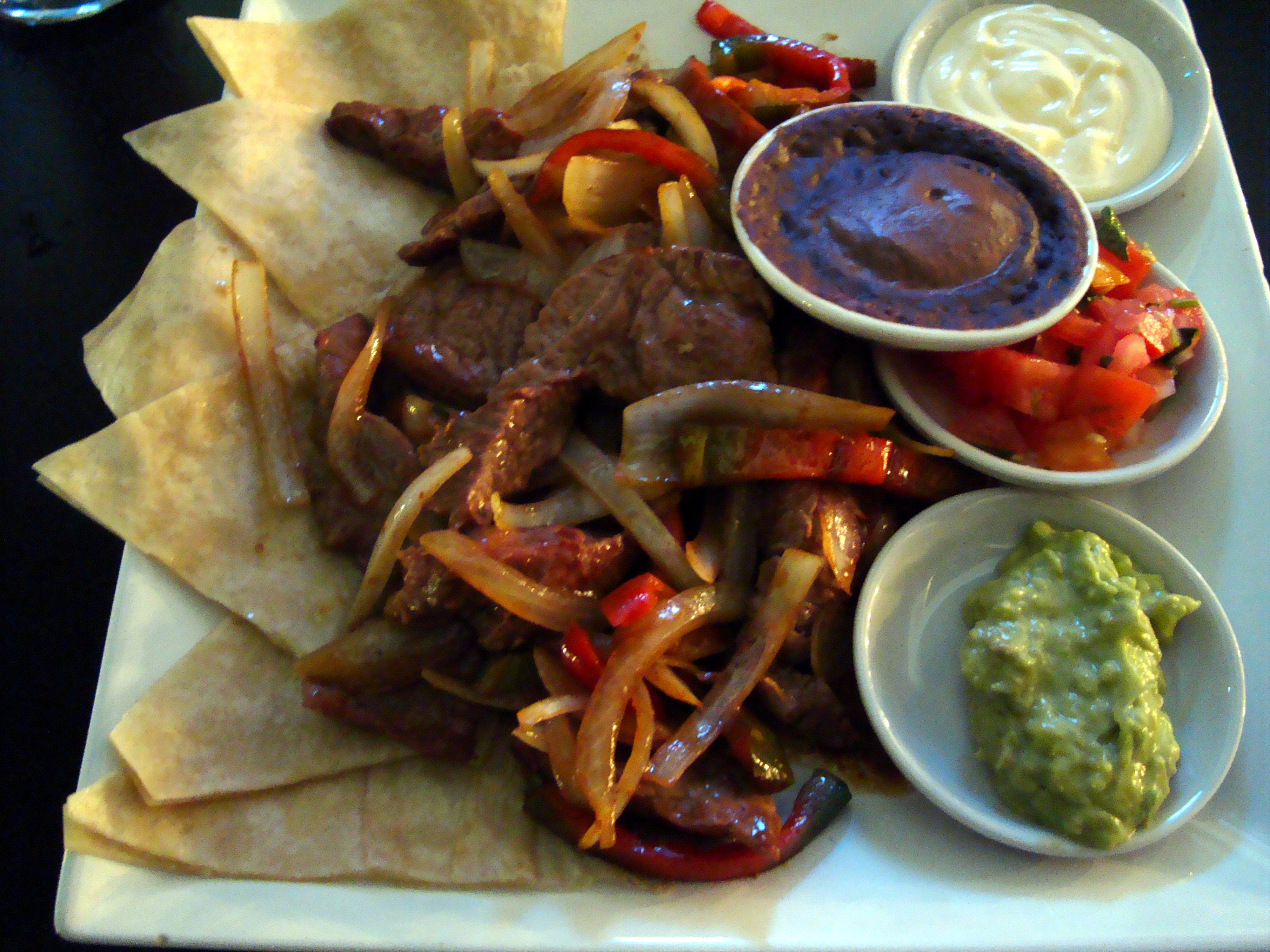
Fajita met rundvlees

Fajita (meervoud: fajita's) is een gerecht uit de tex-mex- en Mexicaanse keuken. Meestal wordt het gerecht als lunch of als avondmaaltijd genuttigd. 
De belangrijkste ingrediënten zijn rundvlees en/of kippenvlees, uien en jalapeño's. Populaire bijgerechten zijn guacamole, salsa en kaas. Het gerecht wordt verder geserveerd met sla, tomaat en Mexicaanse tortilla.
Het tussenvoegsel -it- is een Spaans verkleinend tussenvoegsel; het stamwoord is eigenlijk faja, wat Spaans is voor touw, reep, sjerp of riem. Letterlijk vertaald is fajita dus touwtjesvlees of reepjesvlees.  